# دانشگاه فلوریدا آتلانتیک

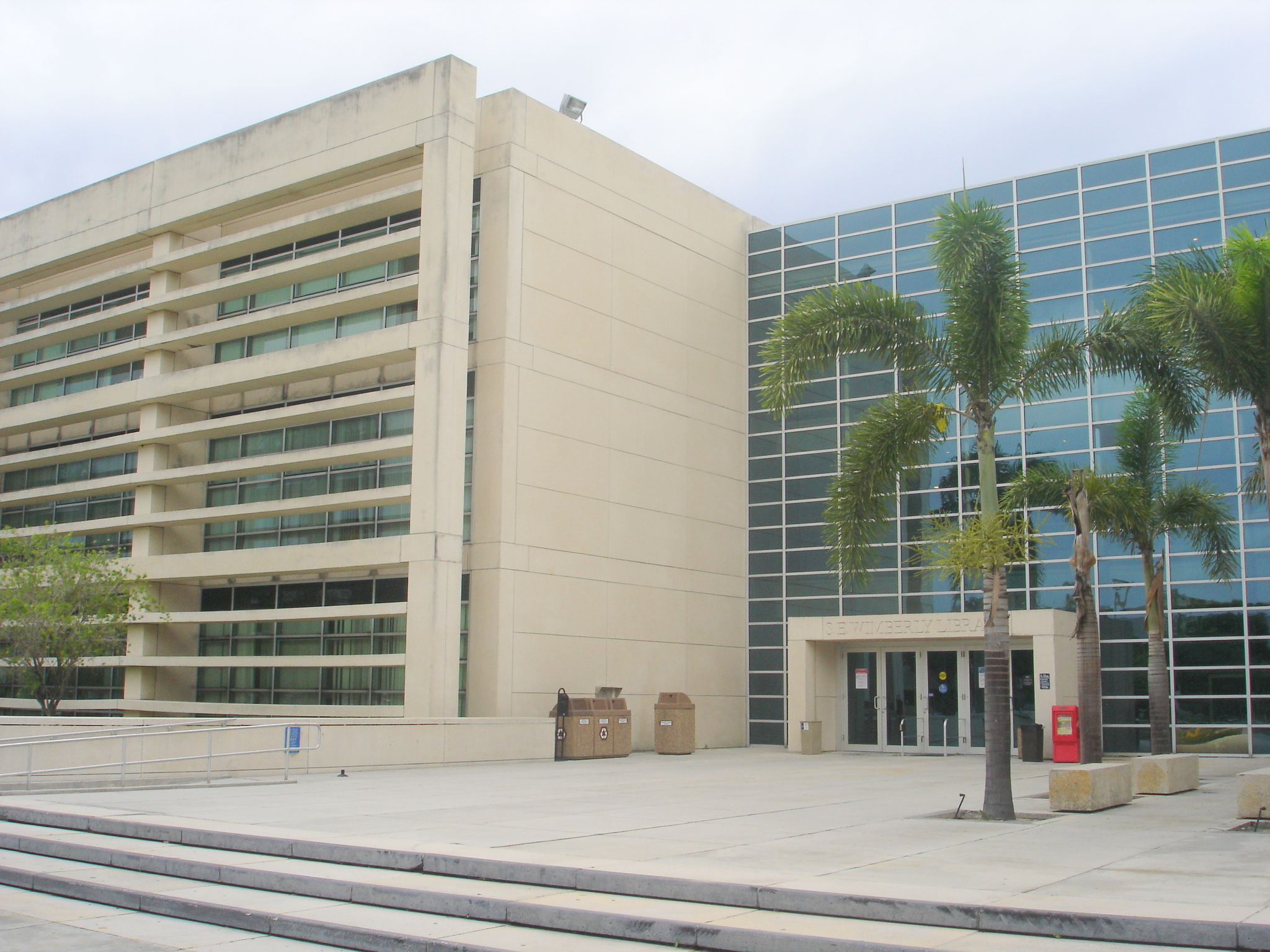
کتابخانه مرکزی

دانشگاه فلوریدا آتلانتیک (به انگلیسی: Florida Atlantic University) یک دانشگاه تحقیقاتی دولتی در بوکا راتون واقع در ایالت فلوریدا آمریکا است که در سال ۱۹۶۱ میلادی بنیان‌نهاده شده‌است.